# Si Tanka
Si Tanka (1824?-29 de diciembre de 1890), también conocido como Spotted Elk y Big Foot, fue un jefe de los Minneconjou, un subgrupo de los Sioux Teton. Hijo de Lone Horn se convirtió en jefe cuando murió su padre.

Cuando intentaba dirigir a sus seguidores a unirse con otros Sioux en la Reserva de Pine Ridge fue asesinado por el séptimo de caballería del ejército de los Estados Unidos, junto con muchos otros, en la Masacre de Wounded Knee.

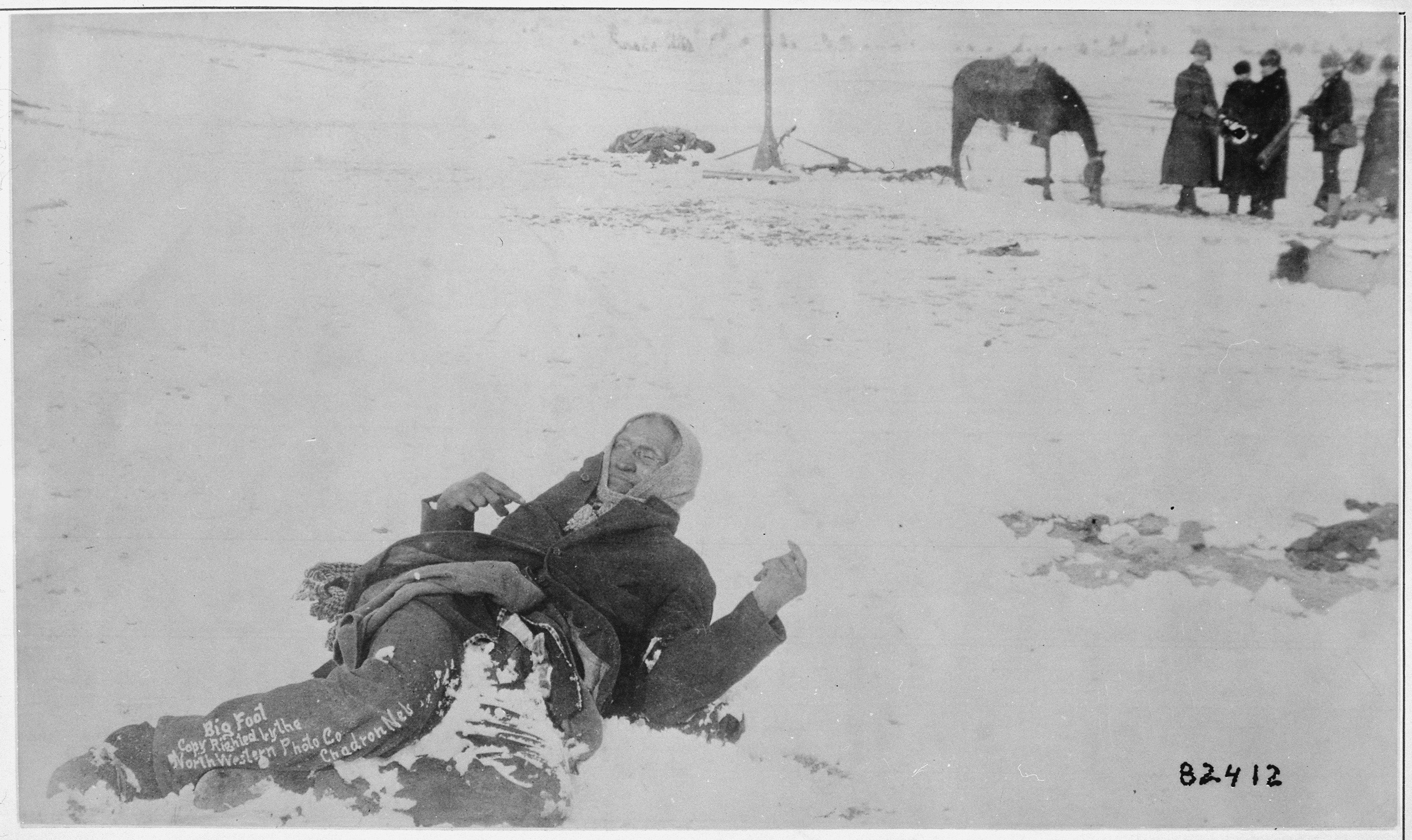
Cadáver de Si Tanka en Wounded Knee (1890).